# Horst Kalthoff
Horst Kalthoff (* 9. Juni 1926 in Bremen; † 17. April 2017 in Berlin) war ein deutscher Augenarzt und Autor.

## Leben
Kalthoffs Schulbesuch in Bremen ab 1933 wurde durch den Zweiten Weltkrieg in die Länge gezogen: Wegen der Luftangriffe auf Bremen im April 1941 kam er mit der Kinderlandverschickung nach Sonthofen im Allgäu. Ab Januar 1942 diente er über ein Jahr bei der Heimat-Flakbatterie als Flakwehrmann. Im Februar 1943 rückte er mit seiner Schulklasse für ein Jahr als Luftwaffenhelfer bei der 8. Flak-Division ein. Von Februar bis April 1944 war er beim Reichsarbeitsdienst (RAD) nahe Varel. Ab 1. Juli 1944 leistete er seinen Dienst bei der Luftwaffe (Flakartillerie) und kam nach einer Ausbildung in Breslau dann zur „Frontbewährung“ ins Ruhrgebiet/Dortmund. Vom 13. April 1945 bis zum 6. März 1946 war er zunächst in französischer, dann – ab 11. November 1945 – in amerikanischer Kriegsgefangenschaft.
Nach dem Abitur (1948) konnte Kalthoff 1949 mit dem Medizinstudium in Hamburg beginnen. Er schloss es 1955 mit dem Staatsexamen ab. 1955/56 arbeitete er im Hamburger Tropeninstitut, dann am Städtischen Krankenhaus und in der Augenklinik Altona. Von 1956 bis 1963 war er als Tropenarzt in Liberia (Westafrika) tätig. 1963 begann er eine Ausbildung zum Augenarzt in Wuppertal-Barmen, bald danach in Stuttgart. 1969 eröffnete er eine Praxis in Berlin. Zusammen mit Friedrich Kruse gründete er 1974 die Berliner Augenärztliche Fortbildung. Kurz vor seinem 70. Geburtstag (1996) beendete Kalthoff die Praxistätigkeit und begann mit dem Schreiben. Er lebte und arbeitete zuletzt in Berlin.

## Veröffentlichungen
- Horst Kalthoff schrieb zahlreiche Artikel für das Biographisch-Bibliographische Kirchenlexikon (BBKL).